# Puccinellia roshevitsiana
Puccinellia roshevitsiana là một loài thực vật có hoa trong họ Hòa thảo. Loài này được (Schischk.) Krecz. ex Tzvelev miêu tả khoa học đầu tiên năm 1955.